# 2300 Jackson Street
2300 Jackson Street – ostatni album The Jacksons wydany przez Epic Records.
Album nagrany został przez Jermaine'a, Jackiego, Randy'ego, i Tito Jackson. Michael Jackson i Marlon Jackson razem z siostrami Rebbie i Janet pojawiają się tylko w tytułowym utworze.

## Lista Utworów
1. "Art of Madness" – 5:06
2. "Nothin (That Compares 2 U)" – 5:22
3. "Maria" – 5:48
4. "Private Affair" – 4:10
5. "2300 Jackson Street" – 5:06
(featuring Marlon, Rebbie, Janet and Michael Jackson)
6. "Harley" – 4:24
7. "She" – 5:01
8. "Alright with Me" – 3:25
9. "Play It Up" – 4:52
10. "Midnight Rendezvous" – 4:24
11. "If You'd Only Believe" – 6:13

## Daty wydania
| Region            | Data                 |
| ----------------- | -------------------- |
| Stany Zjednoczone | 29 marca 1989        |
| Wielka Brytania   | 29 września 1989     |
| Barbados          | 27 października 1989 |
| Francja           | 30 grudnia 1989      |